# Diego e Eu
Diego e eu é uma pintura de Frida Kahlo. A data de criação é 1949.

## Descrição e análise
A obra foi produzida com tinta a óleo, tela de fibras. Faz parte de uma coleção particular (Mary Anne Martin Fine Arts, em Nova York), arrematado em um leilão em 1990 por 1.430.000 dólares.
Trata-se de um autorretrato, em que Kahlo aparece chorando e, na sua frente, há uma imagem de seu marido, Diego Rivera.
Elementos marcantes, do ponto de vista simbólico, são:
- o terceiro olho, que denota a admiração de Kahlo por seu marido;
- Rivera à frente de Kahlo, que indica que o marido está no pensamento da pintora;
- lágrimas: indicação de dor e sofrimento, quase um luto.